# Ołeksandr Medownikow
Ołeksandr Mychajłowycz Medownikow, ukr. Олександр Михайлович Медовніков (ur. 16 maja 1947 we Lwowie) – ukraiński filolog, dyplomata i urzędnik konsularny.

## Życiorys
Jest absolwentem filologii Uniwersytetu Państwowego im. I. Franki we Lwowie (1971). Z uczelnią związany jest także zawodowo, najpierw będąc pracownikiem naukowym w katedrze Filologii Słowiańskiej (1971-1992), a potem prodziekanem Wydziału Filologii (1977-1980 i 1986-1992). W 1992 rozpoczął pracę w dyplomacji - pełnił funkcję II sekretarza Ambasady w Czechosłowacji/Czechach (1992-1997), szefa protokołu dyplomatycznego Ministerstwa Spraw Zagranicznych (1998-2001), konsula generalnego w Krakowie (2001-2005), ponownie szefa protokołu dyplomatycznego MSZ (2005-2007) oraz konsula generalnego w Gdańsku (2007-2010). Posiada też tytuł posła.